# 신데렐라 콤플렉스

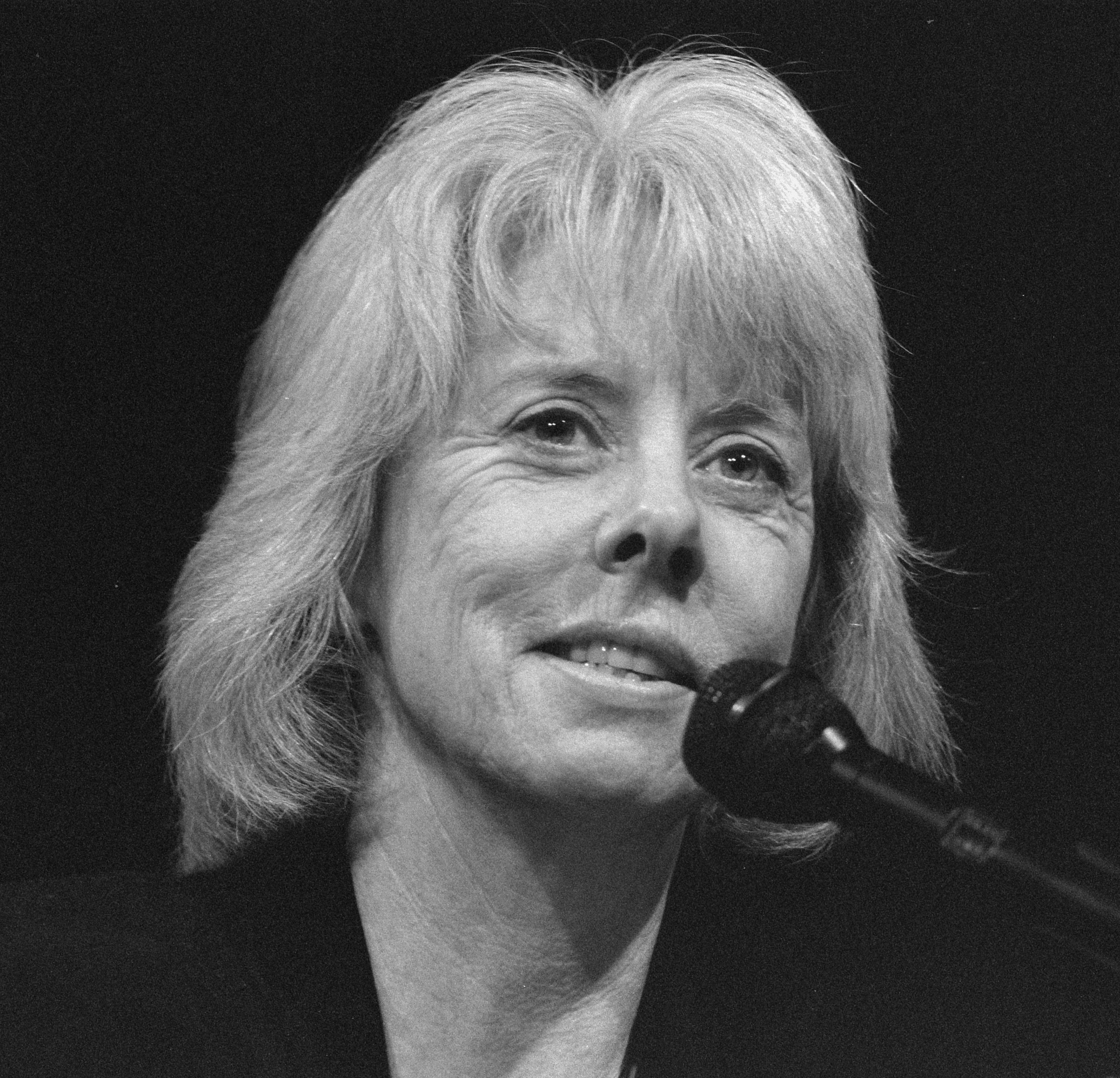
1989년의 콜레트 다울링

신데렐라 콤플렉스(Cinderella complex)는 자신의 배경과 능력으로는 사회적으로 높은 위치에 설 수 없을 때 자신의 인생을 180도 바꿔줄 왕자님에게 보호받고 의존하고 싶어하는 사람의 심리를 뜻한다. 미국의 콜레트 다울링의 저서 《신데렐라 콤플렉스》에서 등장한 용어로, 계모에게 학대당하던 아가씨가 왕자와 결혼하게 되는 내용의 동화 《신데렐라》에 연유한다. 즉, 자기의 능력으로 자립할 자신이 없는 사람이, 마치 신데렐라처럼 자기의 인생을 변화시켜 줄 왕자가 나타나기를 고대하는 사람의 의존심리를 뜻하는 말이다.
이는 신데렐라격 이야기를 담은 드라마를 봄으로써 대리만족을 느끼고 나아가 그 이야기가 인기를 얻는 것에서 찾아볼 수 있다.

## 특징
의존성, 두려움, 열등감, 결혼에 대한 경제적·정서적 집착과 무기력증, 취업이나 자신의 일에 대한 회의와 공포심을 지닌다. 신데렐라 콤플렉스에 빠진 사람은 어릴 때는 부모에게, 어른이 된 뒤에는 애인이나 배우자에게 의지한다. 특히 일정한 나이를 먹으면 일생을 책임져 줄 배우자를 찾기에 급급해진다. 동화 속의 신데렐라처럼 자기의 인생을 뒤바꿔 줄 왕자를 기다리는 꿈을 깨지 못하고 꿈과 현실 사이에서 갈등하는 심리가 깊어지면 신데렐라 콤플렉스 증상이 나타난다.

## 같이 보기
- 피터팬 콤플렉스
- 착한아이 콤플렉스
- 모글리 신드롬